# IJslander (schaap)

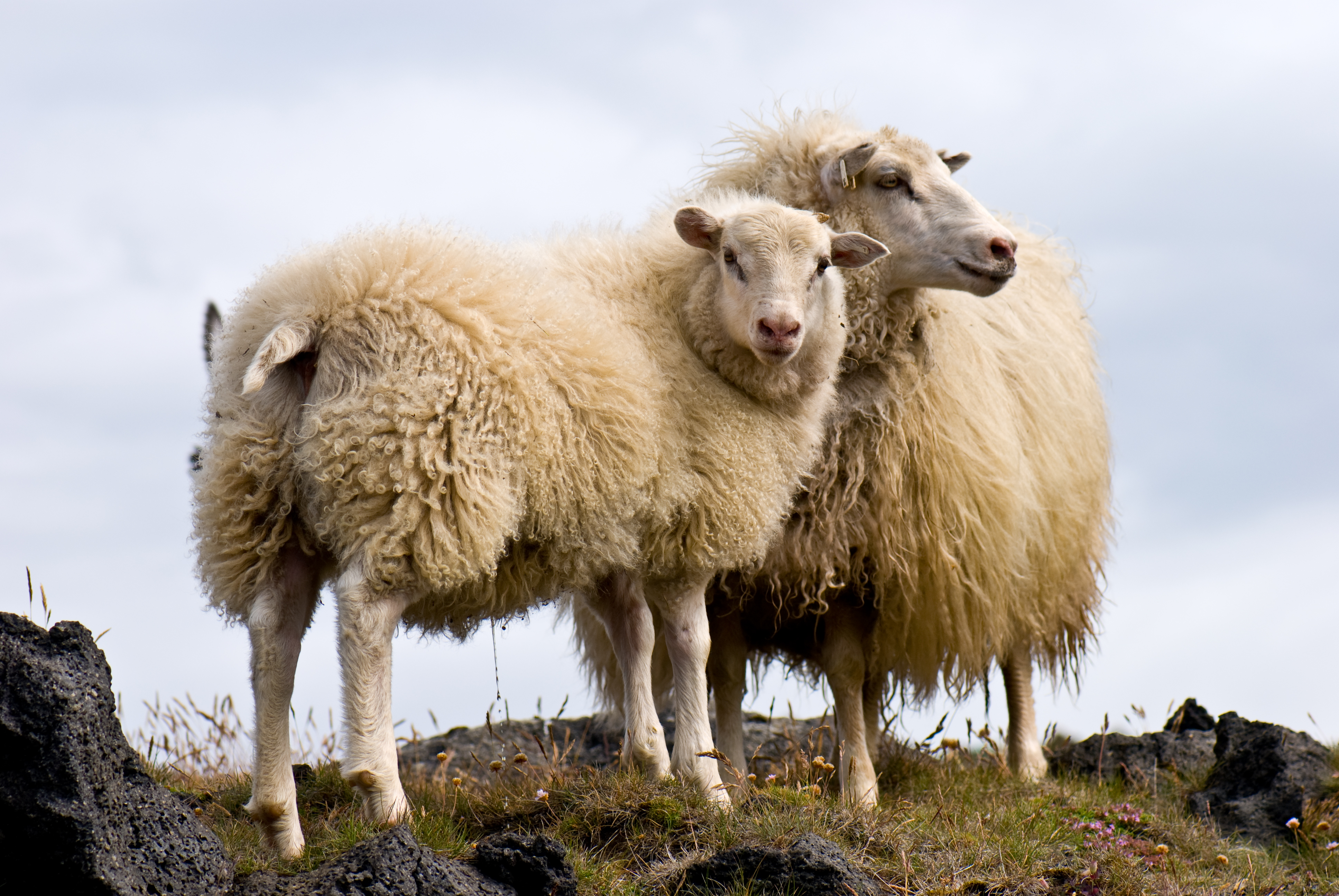
IJslander schapen

Het IJslanderschaap is een schapenras dat tot de Noordse kortstaartschapen behoort. Qua grootte is het middelmatig tot groot met vrij korte poten en een bijzonder brede rug waardoor het een heel robuust voorkomen heeft. Gezicht en poten zijn vrij van wol. De vacht kan tot 17 verschillende kleuren en tinten aannemen, van wit over bruin tot zwart en is vaak ook gevlekt. Omdat de schapen voor de winter normaal niet geschoren worden, zijn ze goed bestand tegen de koude.

## Geschiedenis
IJslanders stammen af van een Noors ras, dat door de Vikingen in de periode 1100-1200 naar IJsland werd overgebracht. Door een duizendjarig verblijf in isolatie, heeft dit ras zich goed kunnen aanpassen aan het ongunstige IJslands klimaat. Het heeft in belangrijke mate bijgedragen tot het overleven van de IJslandse bevolking tijdens de barre winters door te voorzien in voeding en kleding. Door die langdurige isolatie is het wellicht het puurste schapenras ter wereld. Ter bescherming van dit ras is het in IJsland verboden schapen te importeren.

## Voortplanting
Bij dit schapenras werd een bepaald gen ontdekt, dat ertoe bijdraagt dat er vaak meerlingengeboortes zijn. Normaal worden tweelingen geboren, maar in zeer zeldzame gevallen kunnen zelfs zeslingen geboren worden. Lammeren zijn na ongeveer een jaar geslachtsrijp.
Geschat wordt dat er momenteel zo'n half miljoen schapen in IJsland rondlopen. Na het werpen van de lammeren in het voorjaar verdubbelt dit aantal ongeveer. Een ooi kan tot 10 jaar vruchtbaar blijven.

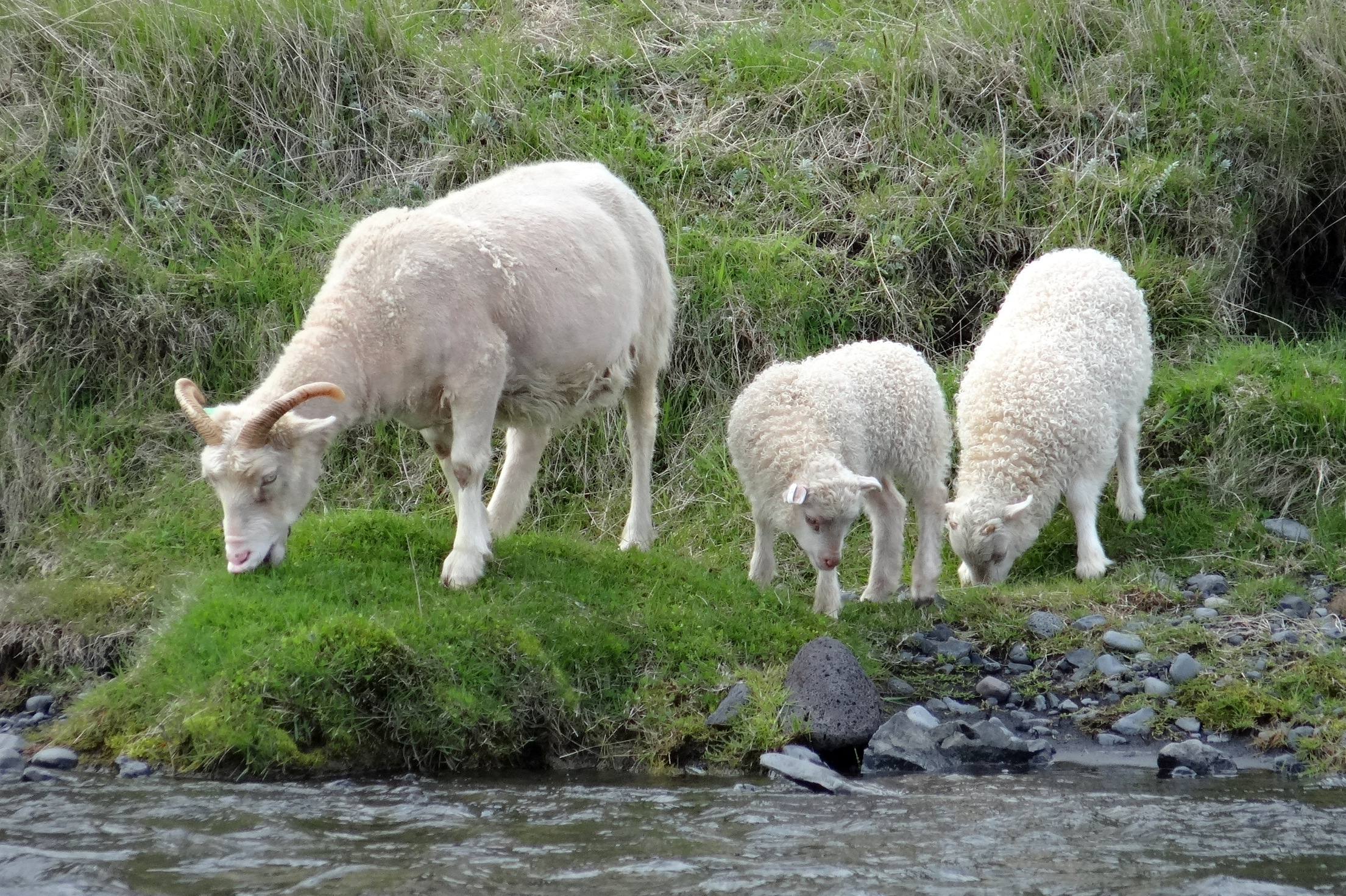
IJslander schapen

## Economisch belang
Zo'n 2000 landbouwers houden zich bezig met de schapenfok als hoofd- of nevenactiviteit.

### Vlees
Het fokken van IJslanderschapen stelt geen hoge eisen. De schapen voeden zich vooral met gras op de vrije weidegronden aan de randen van de hoogvlaktes. Ze worden bijna uitsluitend voor de vleesproductie gefokt. De lammeren zijn reeds na 4 à 5 maanden slachtklaar en wegen dan 30 à 40 kg. Het vlees is lekker en het wordt als een delicatesse beschouwd.

### Wol
De wol die gewonnen wordt van de IJslanders kan onderverdeeld worden in twee soorten: de wol van de dekharen, die Tog genoemd wordt en de onderwol, die men Þel (thel) noemt. Tog bestaat uit middeldikke haren (rond de 27 micrometer diameter). Deze wordt vooral gebruikt voor bovenkleding. De fijnere vezels van de thel, met een dikte van ongeveer 2 micrometer, worden gebruikt voor kleding die direct op de huid gedragen wordt. Schapen worden doorgaans in het voorjaar en het najaar geschoren. Per jaar wordt er ongeveer 800 ton wol geproduceerd.
Tog en thel worden ook gebruikt voor het spinnen van Lopi, een soort garen dat enkel uit de wol van de IJslander wordt vervaardigd.

### Melk
Vroeger werd ook de melk van deze schapen gewonnen. Na de geboorte van de lammeren, geeft het moederschaap ongeveer 8 weken melk. Na twee weken worden de lammeren gespeend, zodat het schaap zes weken gemolken kon worden. De meeste schapen leveren minstens een liter melk per dag, maar hoeveelheden van 3 liter zijn geen uitzondering. De melk wordt gebruikt als drank en voor de bereiding van boter, kaas en yoghurt. Een IJslandse specialiteit is skyr, een soort zachte kaas, die nagenoeg alleen in IJsland te vinden is. De productie van schapenmelk is eerder beperkt.